# Twirling (baton)
Twirling of baton twirling is een showsport waarin tijdens gymnastiek- en dansoefeningen op ritmische muziek gewerkt wordt met de baton, een attribuut dat een beetje op een stok lijkt. Baton twirling wordt vaak verward met majorette. Zowel bij majorette als bij twirling zijn er  wedstrijden in competitieverband.

## Oorsprong
De meest logische verklaring is dat de sport haar oorsprong vindt in Azië en Zuid-Europa, meer bepaald op de Samoa-eilanden. Men meent dat het is ontwikkeld uit een vechtsport waarbij men ingewikkelde bewegingen maakte met stokken die men batons noemde, maar ook met messen en vuurwapens. Later vonden deze gebruiken hun weg naar het leger. In vele landen was het gebruikelijk dat de leider van het corps tijdens de parade enkele twirls deed met zijn geweer, waarop de zogenaamde "marchers" hem volgden. Het is duidelijk dat het twirlen van voorwerpen toen al een showgehalte toevoegde aan bepaalde routines.
Na de Tweede Wereldoorlog werden de twirls tijdens de parades van legerkorpsen overgenomen door wat men noemt "Marchingbands", waarbij de leider de "Drum Major" met zijn dirigeerstok enkele twirls uitvoerde. Dit zorgde voor het ontstaan van de majorette. Majorette wordt door niet-beoefenaars vaak beschreven als atleten die hun routine voorbrengen, terwijl ze "marchen" begeleid door een fanfarecorps of door een "Marchingband". Tegenwoordig wordt er een onderscheid gemaakt tussen majorette en twirling.
Bovenstaand volksgebruik van de "Marchingbands" werd meer en meer als een heuse show opgevoerd in de theaters van Noord-Amerika en kreeg steeds meer belangstelling. Het basisprincipe was dat de batons werden gedraaid waardoor men het gebruik de Engelse naam "twirling" oplegde. Een en ander werd verder ontwikkeld wat betreft de baton, bovendien ging het volksgebruik steeds meer de sportieve kant op. Uiteindelijk was het Major Millsap die na de Burgeroorlog een eerste "Twirl College" oprichtte en de sport pas echt bekend maakte.
Twirling werd dus vooral ontwikkeld in Amerika, maar ook Europa maakte kennis met het twirlen, veelal door gastoptredens. In Nederland werd het twirlen als sport in 1975 geïntroduceerd door een Amerikaanse docent en zo heeft twirling zich hier verspreid. Toch was het pas in 1993 dat twirling officieel en openlijk door WBTF gepromoot werd als sport in Nederland, waar toenertijds het WK (WBTF) plaatsvond in Den Haag.

## Disciplines twirling
Volgens Vlamo bestaat twirling uit de volgende disciplines:

### Twirling
Bij twirling gaat de aandacht naar de baton en staat het "pure" twirlen centraal. De baton moet voortdurend in beweging zijn.
Je kan deelnemen in solo 1 baton, solo 2 baton, 3 baton, duo twirling (2 deelnemers), ensemble twirling (3 tot 5 personen) en team twirling (6 tot 9 deelnemers). De routine gebeurt op opgelegde muziek en duurt:
- Voor solo twirling 1 baton: max. 2.00 min.
- Voor solo twirling 2/3 baton: max. 1.45 min.
- Voor duo twirling: max. 2.00 min.
- Voor team twirling: 2.30-3.00 min.

Duo’s en teams mogen gemengd zijn (jongens en meisjes). Elke deelnemer heeft 1 baton (behalve bij 2/3 baton), maar er mogen delen voorkomen waarbij een deelnemer werkt met meerdere batons.
De muziek dient als achtergrondmuziek en om het startsein van de routine in te geven. De deelnemers nemen de snelheid en het niveau aan dat zij aankunnen (er wordt dus niet echt op de muziek gewerkt). Saluut is verplicht bij het begin en aan het einde van de routine.
Het vloergebruik is beperkt bij solo (vierkant 5x5m) en duo (vierkant 10x10m). Bij team twirling moet de hele vloer gebruikt worden.
Penalty's:
- 0.1 - break, off pattern, unison (enkel voor duo & team), out of area (enkel voor solo), time per sec.
- 0.5 - drop, 2 hands catch, improper salute
- 1.0 - failure to salute
- 2.0 - rules violation
- disqualification

### Rhythmic/dance twirl
Rhythmic/dance twirl is een combinatie van dans en twirling. De baton en de dans moeten harmonisch samengaan op de zelf gekozen muziek. De muziek is heel belangrijk en moet ingevuld worden. Er moet op de muziek gewerkt worden. Meestal werken de deelnemers een thema uit. Er moeten verschillende danspassen, en formatieveranderingen voor duo en team, in voorkomen, in combinatie met soorten twirls en variaties, waardoor bepaalde effecten ontstaan. Je kan deelnemen in rhythmic twirl (solo), duo dance (2 deelnemers), ensemble dance twirl (3-4 deelnemers) en team dance twirl (5 tot 9 deelnemers).
- Voor solo dance twirl (solo): 2.00-2.30 min.
- Voor duo dance twirl: 2.00-2.30 min.
- Voor ensemble dance twirl: 2.00-3.00 min.
- Voor team dance twirl: 2.30-3.30 min.

Duo’s en teams mogen gemengd zijn (jongens en meisjes). Elke deelnemer heeft 1 baton, maar er mogen delen voorkomen waarbij een deelnemer werkt met meerdere batons.
De hele vloer moet gebruikt worden, zowel bij solo als bij duo en team.
Penalty's:
- 0.1 - break, off patern, unison (enkel voor duo & team), time per sec. (0.1)
- 0.5 - drop, 2 hands catch, out of step (enkel voor duo & team)
- 2.0 - rules violation
- disqualification

### Super X-strutting
Super X strutting gebeurt op opgelegde muziek, deze duurt max. 2.00 min. Bij super X strutting is de baton ondergeschikt aan het lichaam. Het bestaat uit een verplicht vloerpatroon (X-vorm). De deelnemer maakt gebruik van voornamelijk voorwaartse bewegingen, die kunnen bestaan uit o.a. marcheerbewegingen (basic strut) en ballettechnieken. Het is belangrijk om in de maat van de muziek te blijven en de deelnemer moet beschikken over goede lichaamslijnen (houding), zo is het belangrijk bij het marchen dat de benen en de knieën een perfecte hoek vormen van 90 graden. De saluut is verplicht aan het begin en bij het einde van de routine.
Verder zijn er enkele verplichte elementen zoals de vier basic steps in de 1ste/2de/3de/5de lane, enkel de voeten mogen de vloer raken, de baton mag de handpalm niet verlaten en er mogen max. twee loops in dezelfde hand
Penalty's:
- 0.1 - break, slip, time per sec.
- 0.5 - drop, out of step, twirling, ommitted required basics, floor contact, performing after salute, improper salute
- 1.0 - failure to salute, incorrect floor pattern,
- 2.0 - rules violation
- disqualification

### Twirling corps
Een twirling corps brengt een combinatie van dans, twirling en strutting. De baton en de dans moeten harmonisch samengaan op de muziek. Er moeten verschillende danspassen, en formatieveranderingen in voorkomen, in combinatie met soorten twirls en variaties, waardoor bepaalde effecten ontstaan. Er wordt gedanst op zelf gekozen muziek. De muziek is heel belangrijk en moet ingevuld worden. Er moet op de muziek gewerkt worden. Meestal werken de deelnemers een thema uit. De routine duurt 3.00-5.00 min. De hele vloer moet gebruikt worden.
Twirling en dans moeten gecombineerd worden op de muziek. Het volstaat dus niet om de routine op te splitsen in een gedeelte twirling en een gedeelte dans. Er moeten verschillende danspassen, en formatieveranderingen in voorkomen, in combinatie met soorten twirls en variaties, waardoor bepaalde effecten ontstaan. Let op: acrobatie is niet toegelaten.
Doorheen de hele routine moet een productie neergezet worden met entertainment value, gechoreografeerd op de muziek.
Penalty's:
- 0.1 - break, off pattern, slip, unison, time per sec., twirling time per sec.
- 0.2 - drop, catch 2 hands, out of step, out off step
- 2.0 - rules violation
- disqualification

### Pompon team
Pompon team is een combinatie van dans en gebruik van de pompons. Het gebruikt van de pompons en de dans moeten harmonisch samengaan op de muziek. Er moeten verschillende danspassen en formatieveranderingen in voorkomen, waardoor bepaalde effecten ontstaan. Er wordt gedanst op zelf gekozen muziek (2.30-3.30 min.).
De muziek is heel belangrijk en moet ingevuld worden. Er moet op de muziek gewerkt worden. Meestal werken de deelnemers een thema uit.
De hele vloer gebruikt moet gebruikt worden.
Penalty's:
- 0.1 - drop equipment, unison, time per sec.
- 0.5 - drop, out off step
- 2.0 - rules violation
- disqualification

## Disciplines majorette
Volgens Vlamo bestaat majorette uit de volgende disciplines:

### Majo accessoires
Bij majo accessoires beschikt de deelnemer over meerdere batons en minimaal twee andere attributen. Het thema moet duidelijk herkenbaar zijn door de uitvoering met attributen op de gekozen muziek. De gekozen attributen moeten tijdens de routine gebruikt worden. Exchanges zijn toegelaten. Gedurende de ganse routine komen de leden in aanraking met een baton of een attribuut. Uitzondering: De leden mogen, bij het wisselen van een attribuut, 10 seconden zonder baton of attribuut werken. Je kan deelnemen als solo, duo en groep (minimaal 10 personen).
De muziek is vrij te kiezen en duurt:
- Voor solo accessoires:
  - 1.45-2.00 min voor juvenile/preteen
  - 2.00-2.30 min. voor de andere leeftijdscategorieën
- Voor duo accessoires:
  - 1.45-2.00 min voor juvenile/preteen
  - 2.00-2.30 min. voor de andere leeftijdscategorieën
- Voor groep accessoires: 4.00-6.00 min.

Penalty's:
- 0.1 - break, slip, off pattern, time per sec., out of step (bij duo), unison (bij duo & corps)
- 0.5 - drop, catch 2 hands
- 2.0 - rules violation
- disqualification

### Majo exhibition corps
Het korps (minimaal 10 personen) brengt een routine waarbij marching, dancing en twirling centraal staat. Het showelement en het brengen van de routine primeert op de moeilijkheidsgraad van de twirling. Aandacht dient er geschonken te worden aan een goede muzikale interpretatie alsook voor het gebruik van verschillende formaties/vloerpatronen. Een belangrijk punt is de gelijkheid. Exchanges zijn toegelaten. De routine duurt 2.00-3.00 min.

### Majo parade corps
Het korps bestaat uit minimaal 10 leden met elk één baton of attribuut. De muziekkeuze is vrij en duurt 3’00 tot 4’00 minuten, livemuziek is toegelaten. Het korps brengt een straatparade met baton of attribuut over een verplicht parcours.
Vrije keuze van kostumering op voorwaarde van een net en verzorgd voorkomen. Majorettelaarzen zijn toegelaten. Indien dit niet mag van de organisatoren (vloer van de sportzaal is niet geschikt voor laarzen) dan wordt dit vooraf medegedeeld. Dan worden er turn- of twirlpantoffels gedragen.
De tijdsopname start wanneer het korps zich in beweging zet en het eerste lid van de groep de vloer betreedt. De eindtijdopname is het saluut van de hoofdmajorette.

## Leeftijdsindeling deelnemers
De leeftijdscategorie wordt bepaald door de leeftijd van de deelnemer(s) op 31 december van het tweede jaar van het wedstrijdseizoen - bv. voor wedstrijdseizoen 2022/2023 geldt de leeftijd op 31 december 2023.
- Juvenile: t/m 9 jaar
- Preteen: 10 t/m 11 jaar
- Jeugd: 12 t/m 14 jaar
- Junior: 15 t/m 17 jaar
- Senior: 18 t/m 21 jaar
- Adult: vanaf 22 jaar

Duo, team, corps: de leeftijd van de deelnemers wordt samengeteld en gedeeld door het aantal deelnemers. Dit getal bepaalt dan de leeftijdscategorie (zie hierboven).
LET OP: Enkel voor solo dance twirl en solo accessoires staan jongens en meisjes in aparte leeftijdscategorieën:
- meisjes: zie hierboven
- jongens:
  - Preteen boy: t/m 11 jaar
  - Junior boy: 12 t/m 17 jaar
  - Senior: vanaf 18 jaar

## Twirling organisaties
Enkele van de meest bekende organisaties van deze streken:
- Fedekam West
- Vlamo, de Vlaamse amateurmuziekorganisatie is in België de bekendste organisatie voor twirling. Twirlgroepen in België kunnen deelnemen aan de provinciale wedstrijden en de Finale (nationaal kampioenschap). Vlamo organiseert ook vormingscursussen voor twirlers, docenten en juryleden.
- BTSF, Belgian Twirling and Sport Federation:

BTSF houdt jaarlijks drie tot vier selecties. Als je slaagt voor deze selecties, word je uitgekozen om deel te nemen aan het EK/WK georganiseerd door deze organisatie.
- NBTA, National Baton Twirling Association:

NBTA houdt jaarlijks 3 nationale twirlselecties en 1 nationale majoselectie. De geselecteerden mogen naar het EK of WK. In 2009 vond het WK plaats in België (Gent), het EK van 2010 werd gehouden in Schotland (Edinburgh).
- NTSB, Nederlandse Twirl Sport Bond.
- WBTF, World Baton Twirling Federation:

Bestaat sinds 1979 en is een verzameling van landen zoals Australië, België, Brazilië, Canada, Kroatië, Engeland, Frankrijk, Duitsland, Hongarije, Ierland, Italië, Japan, Nederland, Noorwegen, Puerto Rico, Rusland, Schotland, Slovenië, Zuid-Afrika, Zweden, Zwitserland en de Verenigde Staten van Amerika.

## Wedstrijden

### Verloop van een wedstrijd
Een wedstrijd bestaat uit het opvoeren van je routine en de beoordeling ervan. Op de dag van de wedstrijd wordt er voor veel dingen gezorgd. Je routine is op voorhand ingetraind maar meestal bevindt zich nog een opwarmruimte in de buurt om je spieren los te krijgen. 
Als het zo ver is voer je je routine op voor de voor jou aangegeven jury. Die bestaat uit een jurylid en een klerk, zij zijn opgeleid en weten dus 100% zeker wat ze doen.
Op het scoresheet dat de jury voor jou moet invullen bevindt zich het begincijfer van je prestatie, waar later strafpunten worden van afgetrokken voor elke fout die je maakt zo komen ze tot je slotcijfer. Dit begincijfer wordt gebaseerd op verschillende criteria er zijn in totaal 5 grote onderdelen waarop je punten kan scoren, deze onderdelen zijn elk 20 punten waard. Bij dance/twirl wordt de beoordeling vaak als volgt ingedeeld:
- Het twirling onderdeel

Dit beschrijft hoe vloeiend de routine gaat, hoe moeilijk de twirling is,...
- Het dance onderdeel

Dit beschrijft de variatie en de moeilijkheid van het dansen maar ook de creativiteit, ...
- Het production onderdeel

Dit beschrijft de samenstelling van de routine, is de routine goed opgebouwd, gebruiken de atleten
heel de vloer, hebben ze de muziek goed uitgewerkt, ...
- Het techniek en kwaliteit onderdeel

Dit beschrijft de correctheid van de uitvoering, de afwerking, ...
- Het presentatie onderdeel

Dit beschrijft de uitstraling, het enthousiasme, de kostumering, ...

### De jury
In België is het zo dat de juryleden in kwestie een opleiding hebben gevolgd. Deze opleiding bestaat uit verschillende stages.
Allereerst dienen atleten die zich wensen aan te melden als jurylid geslaagd te zijn voor de gradenopleidingen. 
Deze opleiding bestaat uit drie graden waarmee verschillende moeilijkheidsgraden overeenkomen. Zij dienen dan bepaalde oefeningen die in een routine voorkomen aan te leren met de bijhorende vakbenaming en worden achteraf ondervraagd en beoordeeld over de uitvoering van deze oefeningen en technieken.
Na de gradenopleidingen moeten zij zich verder specialiseren en dienen zij ook te slagen voor de docentenopleiding. Hier wordt meer gelet op wat een goede routine moet bevatten en hoe de persoon in kwestie bepaalde oefeningen en technieken op een correcte manier kan overbrengen. Slechts wanneer de applicant slaagt voor de voorgaande opleidingen, mag hij/zij deelnemen aan de opleiding tot jurylid. Het jurylid wordt klaargestoomd om te letten op techniek, moeilijkheidsgraad, uitstraling en choreo, binnen de verschillende
disciplines die twirling kent en krijgt ook les over de ethiek van het jureren. Hij/zij krijgt een praktijk en theorie-examen en loopt stage bij een geslaagd jurylid. Vaak bestaat deze stage uit het bijstaan van juryleden als klerk tijdens wedstrijden.

### Soorten wedstrijden
Er bestaan verschillende soorten wedstrijden:
- VLAMO-wedstrijden: provinciale wedstrijden, Eurowisseltrofee, Champions Trophy (de wedstrijd der Lage Landen)
- NBTA-wedstrijden: selectiewedstrijden, EK/WK
- BTSF/WBTF-wedstrijden: selectiewedstrijden, EK/WK
- Vrije wedstrijden: deze wedstrijden worden georganiseerd door een twirlgroep

## Twirlgroepen in België
- Antwerpen
  - Twirl Company Dessel[2]
  - Attitude Retie
  - Gym Mol
  - De Heidebloem Kalmthout-Nieuwmoer[3]
  - De Roosjes Antwerpen[4]
  - Sint-Remi Baarle-Hertog
  - De Toekomst Balen
  - Twirlmagic Balen
  - The Delta's Hoboken[5]
- Vlaams-Brabant
  - Dance Twirl Aarschot[6]
  - Jeugd en Vreugd Wolfsdonk[7]
  - De Mottegalm Rillaar[8]
  - Tienen[9]
  - Accelero twirling team Gooik

- West-Vlaanderen
  - The Golden River Twirlers Ooigem
  - Kunst en Vermaak Zedelgem[10]
  - Moed en Vlijt Kuurne[11]
  - The Happy Twirlers Heestert[12]
  - Twirlings Handzame
  - Twirling Team Boezinge
  - Dancing Girls Veldegem
  - Hoger Op Aartrijke
  - Sint-Cecilia Oostrozebeke
  - De Zwaantjes Lichtervelde
  - Koninklijke fanfare Cecilia Zonnebeke[13]
  - Twirling Passendale
- Limburg
  - De Zonnebloempjes Gelderhorsten[14]
  - JML Houthalen
  - The Twirlstars Lanaken[15]
  - The Pretty Girls Sint-Lambrechts-Herk[16]
  - The Starlights Achel[17]
  - De Heibloem Meeuwen
  - The All-Stars Kinrooi
- Oost-Vlaanderen
  - Twirl in Motion Lede[18]
  - Sint-Martinus Oordegem[19]